# Тельма і Луїза
«Тельма і Луїза» (англ. Thelma & Louise) — американський фільм 1991 року.

## Сюжет
Дві подруги, Тельма Дікінсон і Луїза Сойєр, вирушають на вихідні до рибальського будиночка в горах, щоб відпочити від нудного життя в Арканзасі. Домогосподарка Тельма одружена з нешанобливим і контрольованим продавцем килимів Деррілом, а гостра на язик Луїза працює офіціанткою в закусочній і зустрічається з легким на підйом музикантом Джиммі, який більшість часу проводить у роз'їздах.
Дорогою вони зупиняються в придорожньому барі, де Тельма танцює з кокетливим незнайомцем Харланом Пакеттом. Він відводить її на автостоянку і намагається зґвалтувати, аж поки не втручається Луїза і не погрожує застрелити його. Коли жінки відходять, Харлан кричить, що мав би продовжити зґвалтування, і Луїза в пориві гніву стріляє в нього, що спричиняє смерть. Обидві жінки одразу ж їдуть геть.
У мотелі вони обговорюють, як вчинити в цій ситуації. Тельма хоче піти в поліцію, але Луїза боїться, що ніхто не повірить у заяву про спробу зґвалтування, оскільки Тельма випивала і танцювала з Харланом, до того ж у них немає доказів зґвалтування; їм загрожувало б звинувачення у вбивстві. Вони вирішують тікати до Мексики, але Луїза вимагає, щоб вони їхали туди, оминаючи Техас, оскільки там з нею щось сталося кілька років тому, про що вона відмовляється розповідати.
Прямуючи на захід, вони зустрічають привабливого молодого волоцюгу Джей-Ді, який подобається Тельмі. Луїза зв'язується з Джиммі й просить його переказати їй усі свої заощадження. Він робить їй сюрприз, доставляючи гроші особисто, і вони проводять ніч разом. Джиммі освідчується Луїзі, але вона відмовляється. У мотелі Джей-Ді проникає до кімнати Тельми, і вони сплять разом. Вона дізнається, що він — засуджений за озброєне пограбування, який порушив умови умовно-дострокового звільнення. Наступного ранку жінки виявляють, що Джей-Ді вкрав заощадження Луїзи й втік. Луїза розгублена, тож винна Тельма бере на себе відповідальність і згодом грабує сусідній магазин, використовуючи тактику, якої навчилася у Джей-Ді.
Тим часом ФБР вистежує дует після того, як свідки в барі впізнають кабріолет "Ford Thunderbird" 1966 року випуску, на якому їхала Луїза. На чолі зі слідчим поліції штату Арканзас Гелом Слокумом поліція прослуховує телефонну лінію в будинку Дерріла. Він співчуває подружжю і розуміє, чому вони не повідомили про вбивство Харлана. Під час кількох коротких телефонних розмов з Луїзою Гел висловлює своє занепокоєння і розповідає їй, що знає про те, що сталося з нею в Техасі, але йому не вдається переконати її здатися.
Тельма каже Луїзі, що не повернеться до Дерріла, і запитує подругу, чи не має вона наміру укласти угоду з поліцією, щоб вона могла повернутися до Джиммі. Луїза відкидає думку про зраду подруги й обіцяє Тельмі, що вони продовжать шлях разом. Дорогою Тельма згадує інцидент з Харланом і намагається розпитати Луїзу, чи не трапилося з нею чогось подібного в Техасі. Луїза сердито відповідає і просить Тельму більше ніколи не згадувати про це.
Пізніше їх зупиняє поліцейський штату Нью-Мексико за перевищення швидкості. Знаючи, що незабаром він дізнається, що їх розшукують за вбивство і збройне пограбування, Тельма тримає його під дулом пістолета і замикає в багажнику його поліцейської машини. Їдучи далі на захід, вони зустрічають нецензурно висловлюваного водія вантажівки, який неодноразово показує їм непристойні жести. Вони зупиняються і вимагають від нього вибачень; коли він відмовляється, вони стріляють у його бензовоз, внаслідок чого той вибухає. Жінки залишають його з уламками в пустелі.
Нарешті Тельма і Луїза опиняються в кутку, загнані владою всього за сотню метрів від краю Великого каньйону. На місце події прибуває Гел, але жінки відмовляються від його останньої спроби вмовити їх здатися. Замість того, щоб потрапити в полон, Тельма пропонує їм "продовжувати йти". Луїза запитує Тельму, чи вона впевнена, і Тельма відповідає "так". Вони цілуються, а потім беруться за руки. Луїза натискає на газ, і поки Хел відчайдушно переслідує їх пішки, вони мчать над урвищем назустріч смерті.

## У ролях
| Актор                | Роль          |
| -------------------- | ------------- |
| Джина Девіс          | Тельма        |
| Сьюзен Серендон      | Луїза         |
| Гарві Кейтель        | детектив Гел  |
| Майкл Медсен         | Джиммі        |
| Крістофер МакДональд | Дерріл        |
| Стівен Тоболовські   | Макс          |
| Бред Пітт            | Джей Ді       |
| Тімоті Кархарт       | Харлан Пакетт |